# Isotomus
Isotomus is een kevergeslacht uit de familie van de boktorren (Cerambycidae). De wetenschappelijke naam van het geslacht werd voor het eerst geldig gepubliceerd in 1862 door Mulsant.

## Soorten
Isotomus omvat de volgende soorten:
- Isotomus barbarae Sama, 1977
- Isotomus comptus (Mannerheim, 1825)
- Isotomus jarmilae Sláma, 1982
- Isotomus speciosus (Schneider, 1787)
- Isotomus syriacus (Pic, 1902)
- Isotomus theresae (Pic, 1897)